# Andreas Augustsson
Eiton Andreas Augustsson (født 26. november 1976 i Sverige) er en svensk tidligere fodboldspiller, der spillede som midterforsvarer. Han har på klubplan blandt andet tilknyttet IF Elfsborg i hjemlandet, hollandske FC Twente samt AC Horsens i Danmark.
Efter sin ankomst til AC Horsens blev Augustsson af klubbens nytiltrådte træner Henrik Jensen tildelt anførerbindet. Han fik sin debut for klubben den 1. marts 2009 i et opgør mod AaB. Han forlod klubben i januar 2011.